# 哈德羅克斯 (亞利桑那州)
哈德羅克斯（英語：Hard Rocks）是位於美國亞利桑那州納瓦霍縣的一個非建制地區。該地的面積和人口皆未知。

## 地理
哈德羅克斯的座標為36°04′42″N 110°26′20″W / 36.07833°N 110.43889°W，而該地的平均海拔高度為18 11米（即5942英尺）。